# Bo Mossberg
Bo Tore Mossberg, född 26 juli 1935, är en svensk konstnär och illustratör specialiserad på växter.
Mossbergs mest välkända illustrationsarbete är Den nya nordiska floran (2003), vilken han givit ut i samarbete med Lennart Stenberg. Han är representerad vid bland annat Kalmar konstmuseum, och betraktas som en av Sveriges främsta illustratörer av botanik. Under 2018 gav Mossberg och Stenberg ut Nordens flora.

## Priser och utmärkelser
- 2001 – Knut V. Pettersson-stipendiet